# 柬埔寨日报
柬埔寨日报（英語：The Cambodia Daily）是柬埔寨一家英語報紙，由美国记者伯纳德·克里瑟于1993年创办。
2017年9月4日，《柬埔寨日报》紙質版以欠稅過多為由停止出版发行。《柬埔寨日报》副发行人的稅務律師質疑柬埔寨政府對該報追討稅款的行為是出於政治動機。不過之後《柬埔寨日报》的網站依舊運作，網站支持英語和高棉语。